# Спитери, Джозеф
Джозеф Спитери (мальт. Joseph Spiteri; род. 20 мая 1959, Слима, Мальта) — мальтийский прелат и ватиканский дипломат. Титулярный архиепископ Серты с 21 февраля 2009. Апостольский нунций в Шри-Ланке с 21 февраля 2009 по 1 октября 2013. Апостольский нунций в Кот-д’Ивуаре с 1 октября 2013 по 7 марта 2018. Апостольский нунций в Ливане с 7 марта 2018 по 7 июля 2022. Апостольский нунций в Мексике с 7 июля 2022.    